# Nacaduba russelli
Nacaduba russelli är en fjärilsart som beskrevs av Tite 1963. Nacaduba russelli ingår i släktet Nacaduba och familjen juvelvingar. Inga underarter finns listade i Catalogue of Life.